# Plaza Mayor (Salamanque)
Pour les articles homonymes, voir Plaza mayor.
La Plaza Mayor est au cœur de Salamanque, en Espagne. C'est un espace urbain construit comme une Grand-Place castillane qui, avec le temps, est devenu le centre de la vie sociale de la ville. C'est aussi le monument le plus caractéristique de cette ville. Sa forme est trapézoïde et non carrée, « un quadrilatère irrégulier mais étonnamment harmonieux ».
La Plaza Mayor a été construite entre 1729 et 1756 pour récompenser la ville de sa fidélité pendant la guerre de Succession d'Espagne. Elle est presque entièrement due à l'architecte Alberto Churriguera. De style baroque, son pourtour est agrémenté de galeries avec des arcs en plein cintre. Des médaillons à l'effigie de personnages célèbres tels que les Rois catholiques, Christophe Colomb, Miguel de Cervantes, Le Cid, Francisco Franco, sont visibles sur l'ensemble des arcades ; il y en a 186.
Au début du XIXe siècle, elle subit diverses modifications. Et petit à petit jusqu'au milieu du XXe siècle elle fut dépourvue de ses jardins, de son kiosque à musique et de son urinoir public. Elle fut déclarée Bien d’Intérêt Culturel, dans la catégorie Monuments, le 21 décembre 1973, avec publication au Bulletin Officiel de l’État le 23 janvier 1974.
Elle est le centre de la vie de la cité, particulièrement à l'heure du paseo traditionnel. Fêtes culturelles et cérémonies religieuses s'y déroulent régulièrement. Elle est le point de convergence des étudiants, notamment pour manifester leur joie après les examens.

## Histoire
Elle est née de façon naturelle dans un champ où se réalisaient des échanges commerciaux, près de l’antique Puerta del Sol faisant partie des murailles de Salamanque. Depuis le XVe siècle, elle est connue sous le nom de la Place de Saint-Martin parce que s’y trouvait l’église de Saint-Martin. Cette place était beaucoup plus grande que l’actuelle Plaza Mayor, presque quatre fois plus. Elle ne se limitait pas seulement à l’actuelle place mais comprenait également la place du marché, celle du Corrillo et celle du Poète Iglesias, étant considérée comme « la plus grande place de la chrétienté » dans laquelle se réalisaient simultanément toutes les fonctions d’une place (fête, marché, etc.).
L’idée de la construction provient de l’acharnement administratif du Corrégidor andalou Rodrigo Caballero qui à l’âge de 60 ans parvient à convaincre la mairie de la nécessité d’une place plus harmonieuse et en accord avec les tendances de l’époque. En 1724, la place d’origine se divise et Alberto de Churriguera commence à construire une place dans le même style que celle de Madrid à laquelle se déplace la mairie (les Maisons Consistoriales), ce qui lui donne le titre de Plaza Mayor. À la mort de Churriguera, Andrés García de Quiñones termine le travail en 1755. D’un point de vue esthétique, cette place améliore clairement son modèle, non seulement à cause des matériaux employés mais aussi par ses proportions, beaucoup plus harmonieuses, et par le fait d’être complètement fermée.

## Programme iconographique
Ce programme a une histoire qui est associée au développement urbain de la place depuis sa construction au XVIIIe siècle. L’iconographie la plus évidente est celle que l’on peut voir autour de la place, sur les médaillons situés sur la jointure des 88 arcs. On peut également observer les écus d’armes sur les arcades des grands arcs, dans les balcons et autres éléments architecturaux.

## Anecdotes

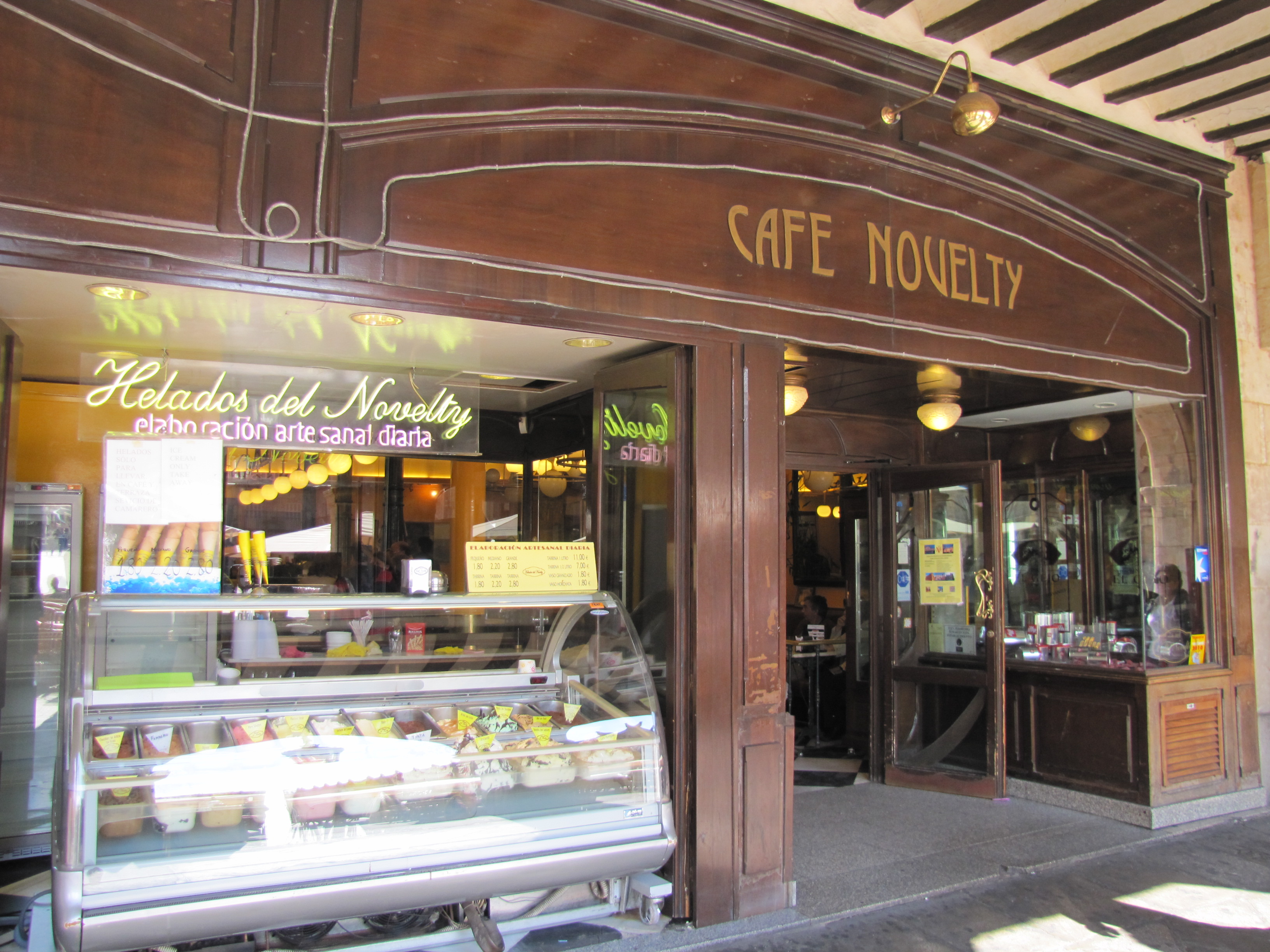
Le Café Novelty, café littéraire sur la Plaza Mayor.

Les Casas Consistoriales (la mairie) ne furent jamais achevées : il manque deux tours sur les ailes latérales que l’architecte Andrés García de Quiñones n’a pas osé construire car il considérait que l’édifice sur lequel elles devaient s’appuyer ne réunissait pas les conditions suffisantes pour supporter leur poids. On conserve cependant la maquette de 1745. Et l’architecte réutilisa le projet pour terminer les tours de La Clerecía.
Sur l'arc de plus grande hauteur de la zone du pavillon royal, à côté de la sortie du marché, on peut lire une inscription qui nous rappelle : Aquí se mató una muger, rueguen a Dios por ella. Año de 1838. (« ici s'est tuée une femme, priez Dieu pour elle. Année 1838 »).
Elle a servi de cadre principal au film américain Angles d'attaque sorti en 2008. Cependant, le tournage du film étant prévu Mexique, la place fut reconstituée à Mexico.